# Nad Świsłoczą
«Nad Świsłoczą» — информационный, публицистический и литературный журнал на польском языке, издававшийся в 1912—1914 гг. в Минске, сначала отдельными номерами нерегулярно, а позже еженедельно. Акцентировал внимание на локальной тематике и поддержке польской культуры на Минщине. Было издано 8 ежедневных и 6 еженедельных номеров, последний из которых был целиком конфискован российскими властями.

## История
В 1905 году на территории бывшей Речи Посполитой, включённой в состав Российской Империи, издание польскоязычной прессы было запрещено российскими властями. В результате революции 1905 года произошла либерализация законодательства в этой сфере. Именной высочайший Указ Правительствующему Сенату «О временных правилах о повременных изданиях» от 24 ноября 1905 года, в частности, отменил профилактическую цензуру прессы, выходящей в городах, а также узаконил её издание на национальных языках, включая польский. Поляки, жившие на этих землях, использовали эту возможность, прежде всего, в Вильне. В Минске, издание прессы на польском языке сталкивается с трудностями и развивается медленно из-за низкой заинтересованности местных поляков в подобного рода инициативах. Они аргументировали это тем, что их потребности уже удовлетворяет пресса, издающаяся в Вильне. В этих условиях польские издательства в Минске ограничивались лишь календарями и газетами-однодневками. Эти вторые издавались, как правило, в период увеличения активности польской общины например, во время съездов Минского аграрного общества.

### Нерегулярное издание
Главным редактором «Nad Świsłoczą» был Владимир Двожачек, польский деятель родившийся в Царстве Польском, который жил в Минске с апреля 1905 года. Он был сторонником польской националистической «Национальной демократии» («Эндеции») и был непопулярен среди элит Минска. Издавая этот журнал, он руководствовался целью поднять у минского польского сообщества уровень сознания о необходимости создания местной польскоязычной прессы. Боролся также с распространенным правилом избегать локальной тематики. «Nad Świsłoczą» имела информационную и публицистическую функцию. В нём доминировали статьи о деятельности польских организаций Минска и окрестностей, как правило в критическом тоне. Издание также призывало к сохранению польской идентичности, например в октябрьском номере 1913 года, в статье Swój, Swój do swego! побуждалось делать покупки в польских магазинах, а в майском номере 1914 года в статье Sprawy wyznaniowe писалось о трудностях, которые создавали российские власти людям, хотевшим изменить вероисповедание. В 1914 году в журнале «Nad Świsłoczą» напечатали календарь с информацией о жизни Минской губернии. В целом с июня 1912 до мая 1914 года вышло 8 номеров этого журнала.

### Еженедельник
12 (25) октября 1914 года «Nad Świsłoczą» начал выходить еженедельно и получил подзаголовок: «Tygodnik. Organ polityczny, społeczny i literacki poświęcony sprawom Ziemi Mińskiej i Mohylewskiej» («Еженедельник. Политический, общественный и литературный орган, посвященный делам Минской и Могилевской земель»). Главным редактором остался Владимир Двожачек. Журнал имел локальный и провинциальный характер, был направлен к полякам, которые жили на Минщине и Могилевщине. Редакция декларировала представление католической, польской и беспартийной программы. Вместе с этим подчеркивала необходимость национальной солидарности, поэтому в журнале печатались только те статьи, которые имели в виду пользу польского дела, отклонялись те, что имели содержание антипольского характера и такие, которые возбуждали беспорядок в умах общества. Одной из таких тем посчитали вопрос белорусского национального возрождения. В редакционной статье в первом номере написали, что белорусский вопрос поднимается искусственно, это только национальная фикция.
В еженедельнике появлялись статьи, комментирующие деятельность польских организаций в Минске, таких, как Польское Гимнастическое Общество «Сокол» или Польское общество «Просвещение». Писали также о жизни польского сообщества, приводили статистику участия поляков в аграрной и промышленной продукции края. Публиковали литературное творчество минских поляков, главным образом С. Вежбицкого.
Журнал, который открыто декларировал борьбу за польские интересы на бывших территориях Речи Посполитой, встречался с негативным отношением со стороны российской власти. 15 октября 1914 года цензор Дашкевич в своем рапорте посчитал, что статьи Białorusini, Z sądów и Pomoc dla Królestwa, которые были напечатаны в пятом номере еженедельника, были написаны в шовинистическом польском стиле. На этом основании 20 октября журнал «Nad Świsłoczą» был закрыт, а весь тираж шестого номера был конфискован.

### После ликвидации
После закрытия еженедельника «Nad Świsłoczą» Владимир Двожачек не отказался от деятельности в области польской прессы в Минске. Уже в начале января 1915 года его жена, Мария, подала просьбу на разрешение издавать новый еженедельник под названием «Pogoń» (бел. Пагоня, рус. Погоня). Первый номер журнала вышел 7 марта 1915 года.